# Misty Knight
Mercedes "Misty" Knight è un personaggio dei fumetti creato da Roy Thomas (testi) e Ross Andru (disegni), pubblicato dalla Marvel Comics. La sua prima apparizione avviene in Marvel Team-Up (vol. 1) n. 1 (marzo 1972).
Cinica ex-agente del New York City Police Department dotata di un braccio bionico, Misty Knight non è del tutto insensibile ai problemi altrui e, se costretta a scegliere tra fare la cosa giusta e guadagnarsi il frutto del proprio lavoro, opta per la prima opzione.

## Storia editoriale
La prima apparizione ufficiale del personaggio avviene nel marzo 1972 ad opera di Roy Thomas e Ross Andru sul primo numero di Marvel Team-Up sebbene in tale circostanza rimanga innominata ed il nome "Misty Knight" le venga in seguito attribuito da Tony Isabella e Arvell Jones nei numeri 20 e 21 di Marvel Premiere, datati rispettivamente gennaio e marzo 1975; a stabilire che si tratta dello stesso personaggio apparso in precedenza sono Chris Claremont e John Byrne sulle pagine di Marvel Team-Up n. 64 del dicembre 1977. La sua caratterizzazione di investigatrice di colore biopotenziata ed esperta di arti marziali deriva principalmente dal successo riscosso negli anni settanta dai film Blaxploitation e di arti marziali, mentre l'aspetto e il vestiario divenuti caratteristici dopo il redesign di Isabella sono basati sulle fattezze di Pam Grier in Coffy.
Dopo essere comparsa nei numeri 32 e 33 di Deadly Hands of Kung-Fu (gennaio—febbraio 1977), in Bizarre Adventures n. 25 (marzo 1981) e vari numeri di X-Men, Misty Knight diviene un personaggio ricorrente di Power Man and Iron Fist, compare in tre numeri del secondo volume di Deathlok nel 1991 divenendo poi la coprotagonista, assieme a Colleen Wing, della miniserie in sei numeri Daughters of the Dragon, scritta da Justin Gray e Jimmy Palmiotti e disegnata da Khari Evans, in seguito diviene una dei protagonisti delle serie Heroes for Hire e The Immortal Iron Fist comparendo inoltre nel crossover del 2010 Shadowland.
Nel 2013, sotto l'iniziativa editoriale Marvel NOW!, Misty Knight appare tra i personaggi principali della testata Fearless Defenders di Cullen Bunn e Will Sliney.

## Biografia del personaggio

### Origini
Nata ad Harlem, New York, Misty Knight si diploma col massimo dei voti all'accademia di polizia locale entrando poi in servizio presso il NYPD, dove raggiunge il grado di tenente e lavora come partner di Rafe Scarfe finché, per scongiurare l'esplosione di una bomba nel caveau di una banca, Misty rimane gravemente ferita e subisce l'amputazione del braccio destro, cosa che la rende tanto depressa e angosciata da abbandonare la polizia pur di non venire relegata a un incarico d'ufficio. Poco tempo dopo tuttavia Tony Stark, colpito dall'eroismo della ragazza, decide di donarle un braccio bionico che le permette di ricominciare la sua vita aprendo un'agenzia investigativa privata assieme alla sua migliore amica Colleen Wing: la Knightwing Restorations.
Poco dopo aver iniziato la nuova carriera, Misty conosce l'Uomo Ragno, la Torcia Umana e Pugno d'acciaio inoltre stringe una profonda amicizia con Tempesta, condivide brevemente il proprio appartamento con Jean Grey e collabora in diverse occasioni con gli X-Men. Dopo aver collaborato nuovamente con Pugno d'acciaio per salvare Colleen dalle grinfie di Master Khan ed averlo aiutato a riassumere il controllo della sua società Misty inizia un'altalenante relazione col supereroe.

### Figlie del Drago
La Knightwing Restorations, specializzatasi in casi di persone scomparse, viene nel frattempo soprannominata "Le Figlie del Drago" a causa dell'abilità nelle arti marziali delle due fondatrici divenendo collaboratrici regolari di Pugno d'acciaio contribuendo al primo incontro di quest'ultimo con Luke Cage ed alla conseguente nascita della loro amicizia che li porta a fondare gli Eroi in vendita, di cui Misty e Colleen divengono partner abituali. In seguito alla presunta morte di Danny Rand (Pugno d'acciaio), Misty tenta di dimenticarlo ma, dopo aver scoperto che a morire non è stato lui ma un impostore, inizia ad indagare con l'aiuto di Namor riuscendo a liberarlo dalle grinfie dei suoi rapitori Skrull.
Tempo dopo, Misty viene brevemente assunta come paralegale da Nelson & Murdock, assiste regolarmente la poco longeva nuova formazione di Eroi in vendita, collabora con X-Force e viene soccorsa da Pugno d'acciaio e Wolverine dopo essere stata rapita dalla Mano. In seguito le Figlie del Drago smascherano il tentativo di una ricca magnate newyorkese di diffondere un virus informatico capace di affossare l'intera economia globale tuttavia nello scontro con quest'ultima il braccio bionico di Misty viene gravemente danneggiato e, dunque, Stark gliene impianta una nuova versione in vibranio.
Successivamente Misty partecipa al matrimonio di Luke Cage e Jessica Jones come accompagnatrice di Pugno d'acciaio.

### Civil War
Durante la guerra civile dei superumani Misty Knight fonda una nuova squadra di Eroi in vendita assieme a Colleen Wing, Tarantula, Shang-Chi, Humbug, Orka, la Gatta Nera e Paladin; per non divenire una fuorilegge inoltre, Misty si è schierata a favore dell'Atto di Registrazione dei Superumani fornendo dunque le proprie generalità allo stato, cosa che ferisce profondamente Luke e Danny, schieratisi apertamente contro la registrazione sia prima che dopo il conflitto. Nonostante ciò tuttavia, Misty aiuta Pugno d'acciaio ad affrontare l'HYDRA e Serpente d'acciaio; i due ricominciano una relazione dapprima puramente sessuale e in seguito anche sentimentale che li porta a tentare una breve convivenza prendendo in considerazione anche di sposarsi salvo poi decidere di proseguire il loro rapporto con maggiore calma.

### Eroi in vendita
Dopo l'attacco a Manhattan di Hulk gli Eroi in vendita si sciolgono e Misty cade in un breve periodo di depressione, una volta ripresasi svolge un'indagine assieme a Silver Sable e Sudario per scoprire i loschi traffici della Mano a Hell's Kitchen tentando poi, assieme a Colleen, Luke Cage e Pugno d'acciaio, di convincere il posseduto Devil ad abbandonare la leadership della setta ninja.
Una volta spezzata l'influenza della Mano sul vigilante cieco, Misty riforma brevemente gli Eroi in vendita, si mette alla guida di un poco longevo gruppo di ex-supercriminali e di un nuovo gruppo di Difensori completamente al femminile.
Successivamente accompagna Capitan America (Sam Wilson) in missione contro l'HYDRA nello stato canaglia di Bagalia.

## Poteri e abilità
Misty Knight è una superba detective e un'esperta di combattimento corpo a corpo addestrata in vari tipi di arti marziali nonché nell'uso delle armi da fuoco, con cui vanta una mira pressoché infallibile. Il suo braccio destro bionico originale, realizzato in acciaio, si limitava ad incrementare la sua forza ma, dopo essere stato distrutto e sostituito dalle Stark Industries con un modello in lega di vibranio antartico e diamante, oltre a dotarla di una maggiore superforza la rende capace di comunicare con le macchine ed è in grado di emettere raggi repulsori nonché un'energia refrigeratoria capace di diminuire la naturale resistenza di altri materiali. In seguito Pugno d'acciaio ha dotato il braccio di funzionalità aggiuntive come il magnetismo.
Dato che il resto del suo corpo non è biopotenziato tuttavia, Misty non può sollevare oggetti più pesanti di quanto la sua schiena, le sue spalle e le sue gambe possano fisicamente sostenere; i vantaggi del braccio come arma si limitano dunque alla forza d'impatto e schiacciamento.

## Altre versioni

### Era di Apocalisse
Nella realtà distopica de L'era di Apocalisse, Misty è una dei numerosi umani costretti a vivere sottoterra da Apocalisse; lei ed alcuni suoi compagni vengono uccisi dagli alieni della Covata.

### House of M
Nella realtà alternativa di House of M, Misty è un'infiltrata del NYPD nei "Vendicatori" di Luke Cage che in seguito defeziona unendosi al gruppo ed iniziando una relazione con Cage dopo la morte di Tigra; muore durante l'assalto di una Sentinella al quartier generale del gruppo.

### MC2
Nel futuro alternativo di MC2, Misty ha infine sposato Danny Rand morendo tuttavia di cancro qualche anno dopo, cosa che ha spinto il marito a ritirarsi dalla vita del supereroe divenendo un istruttore di arti marziali.

### Newuniversal
Nella miniserie newuniversal, Misty Knight e la sua partner Jean DeWolff sono i due detective incaricati di catturare il superumano John Tensen.

### Ultimate
Nell'universo Ultimate, Misty Knight è un'ex-poliziotta dotata di un braccio meccanico che viene reclutata come scienziata nella fucina di cervelli della Roxxon e muore nel momento in cui la loro base operativa viene attaccata da una creatura aliena.

### Terra 13584
Sulla realtà alternativa di Terra 13584, Misty è un membro della gang di Spider-Man.

## Altri media

### Televisione
- Il personaggio è presente in un episodio della serie animata Super Hero Squad Show.
- Nelle serie televisive Netflix legate al franchise del Marvel Cinematic Universe, Misty Knight è interpretata da Simone Missick.[63][64]
  - In Luke Cage nonostante la diffidenza iniziale diviene una preziosa alleata del protagonista.
  - Il personaggio ricompare in Iron Fist e in The Defenders[65], dove nello scontro finale perde il braccio destro.
  - Il personaggio viene anche menzionato in un episodio di Marvel's: Cloak and Dagger.

### Videogiochi
- Il personaggio ha un cameo in Ultimate Marvel vs. Capcom 3.
- Misty Knight è presente nel gioco di carte per cellulare Marvel: War of Heroes.
- Nel MMORPG Marvel Heroes, compare Misty Knight.
- Misty Knight è un personaggio giocabile in Marvel: Avengers All

1. 1 2 3  Il termine volume è usato in lingua inglese, in questo contesto, per indicare le serie, pertanto Vol. 1 sta per prima serie, Vol. 2 per seconda serie e così via.
2. ↑  (EN) Nancy Johnson, Local comic book writer Tony Isabella was taught by the best at Marvel, su medinagazette.northcoastnow.com, 21 luglio 2014. URL consultato il 28 marzo 2016.
3. ↑  (EN) Albert Ching, Marvel NOW! Gets an All-Female Team of FEARLESS DEFENDERS, su Newsarama, 8 novembre 2012. URL consultato l'8 novembre 2012.
4. 1 2 3 4  Power Man and Iron Fist (Vol. 1) n. 50, aprile 1978.
5. ↑  Iron Fist (Vol. 1) n. 6, agosto 1976.
6. ↑  Deadly Hands of Kung Fu (Vol. 1) n. 32, gennaio 1977.
7. ↑  Marvel Team-Up (Vol. 1) n. 1, marzo 1972.
8. ↑  Marvel Premiere (Vol. 1) n. 21, marzo 1975.
9. ↑  X-Men (Vol. 1) n. 102-108, dicembre 1976-1977.
10. ↑  X-Men (Vol. 1) n. 117, gennaio 1979.
11. ↑  X-Men (Vol. 1) n. 118-122, febbraio-giugno 1979.
12. ↑  Iron Fist (Vol. 1) n. 1-5, novembre 1975-giugno 1976.
13. ↑  Iron Fist (Vol. 1) n. 8-9, ottobre-novembre 1976.
14. ↑  Deadly Hands of Kung Fu (Vol. 1) n. 33, febbraio 1977.
15. ↑  Iron Fist (Vol. 1) n. 11-13, febbraio-giugno 1977.
16. ↑  Marvel Team-Up (Vol. 1) n. 63-64, novembre-dicembre 1977.
17. ↑  Power Man (Vol. 1) n. 48-49, dicembre 1977-febbraio 1978.
18. ↑  Power Man and Iron Fist (Vol. 1) n. 50-53, aprile-ottobre 1978.
19. ↑  Power Man and Iron Fist (Vol. 1) n. 57-62, giugno 1979-aprile 1980.
20. ↑  Power Man and Iron Fist (Vol. 1) n. 66-70, dicembre 1980-giugno 1981.
21. ↑  Power Man and Iron Fist (Vol. 1) n. 72-79, agosto 1981-marzo 1982.
22. ↑  Power Man and Iron Fist (Vol. 1) n. 83-84, luglio-agosto 1982.
23. ↑  Power Man and Iron Fist (Vol. 1) n. 90-110, febbraio 1983-ottobre 1984.
24. ↑  Power Man and Iron Fist (Vol. 1) n. 113-118, gennaio-luglio 1985.
25. ↑  Power Man and Iron Fist (Vol. 1) n. 121-125, gennaio-settembre 1986.
26. ↑  Namor the Sub-Mariner (Vol. 1) n. 8, novembre 1990.
27. ↑  Namor the Sub-Mariner (Vol. 1) n. 10-22, gennaio 1991-1992.
28. ↑  Namor the Sub-Mariner (Vol. 1) n. 23-34, febbraio 1992-gennaio 1993.
29. ↑  Daredevil (Vol. 1) n. 353-364, giugno 1996-maggio 1997.
30. ↑  Heroes for Hire (Vol. 1) n. 8-14, febbraio-agosto 1998.
31. ↑  X-Force (Vol. 1) n. 80, agosto 1998.
32. ↑  Iron Fist Wolverine (Vol. 1) n. 1-4, novembre 2000-febbraio 2001.
33. ↑  Daughters of the Dragon (Vol. 1) n. 1-3, marzo-maggio 2006.
34. 1 2 3  Daughters of the Dragon (Vol. 1) n. 4, giugno 2006.
35. ↑  Daughters of the Dragon (Vol. 1) n. 5-6, luglio-agosto 2006.
36. ↑  New Avengers Annual (Vol. 1) n. 1, giugno 2006.
37. ↑  Heroes for Hire (Vol. 2) n. 1, ottobre 2006.
38. ↑  Civil War (Vol. 1) n. 4-5, novembre 2006.
39. ↑  Mighty Avengers (Vol. 1) n. 1, maggio 2007.
40. ↑  Immortal Iron Fist (Vol. 1) n. 5-11, giugno 2007-gennaio 2008.
41. ↑  Immortal Iron Fist (Vol. 1) n. 16-17, agosto-settembre 2008.
42. ↑  Immortal Iron Fist (Vol. 1) n. 27, agosto 2009.
43. ↑  I Am An Avenger (Vol. 1) n. 1, novembre 2010.
44. ↑  Heroes for Hire (Vol. 2) n. 15, dicembre 2007.
45. 1 2  World War Hulk: After Smash (Vol. 1) n. 1, gennaio 2008.
46. 1 2  Shadowland: Blood on the Streets (Vol. 1) n. 1-4, ottobre 2010-gennaio 2011.
47. ↑  Shadowland (Vol. 1) n. 2, ottobre 2010.
48. ↑  Shadowland: After the Fall (Vol. 1) n. 1, febbraio 2011.
49. ↑  Heroes for Hire (Vol. 3) n. 1-11, febbraio-novembre 2011.
50. ↑  Villains for Hire (Vol. 1) n. 0.1-4, gennaio-maggio 2012.
51. ↑  Fearless Defenders (Vol. 1) n. 1-12, aprile 2013-febbraio 2014.
52. ↑  All-New Captain America (Vol. 1) n. 2-6, febbraio-giugno 2015.
53. ↑  Daughters of the Dragon (Vol. 1) n. 6, agosto 2006.
54. ↑  Heroes for Hire (Vol. 2) n. 7, aprile 2007.
55. ↑  Tales From The Age of Apocalypse (Vol. 1) n. 2, dicembre 1997.
56. ↑  House of M: Avengers (Vol. 1) n. 2-3, febbraio 2008.
57. ↑  J2 (Vol. 1) n. 11, agosto 1999.
58. ↑  newuniversal: Shockfront (Vol. 1) n. 1, luglio 2008.
59. ↑  Ultimate Extinction (Vol. 1) n. 1-3, marzo-maggio 2006.
60. ↑  Ultimate Secret (Vol. 1) n. 3, agosto 2005.
61. ↑  Ultimate Comics Doom (Vol. 1) n. 2, marzo 2011.
62. ↑  Dark Avengers (Vol. 1) n. 187, aprile 2013.
63. ↑  (EN) Marvel’s ‘Luke Cage’ Casts Simone Missick In Key Role, su Deadline.com, 2 settembre 2015.
64. ↑  (EN) Netflix Original Series 'Marvel's Luke Cage' Adds to the Cast, su Marvel.com, 16 settembre 2015. URL consultato il 16 settembre 2015.
65. ↑  (EN) Spencer Perry, Misty Knight confirmed to appear in Marvel’s The Defenders, su Comingsoon.net, 29 settembre 2016.